# Полюхович Ярослав Ярославович
Яросл́ав Полюхо́вич (27 жовтня 1986, Рівне) — український спідвейний гонщик, чемпіон України серед дорослих та юніорів, вихованець рівненського спідвею.

## Кар'єра
Спідвеєм почав займатися у 16 років. Перший тренер — Володимир Вікторович Трофимов.
Перший старт —  в квітні 2004 року в Рівному на особистому чемпіонаті України серед юніорів.
Також брав участь у змаганнях на трав'яному треці.

## Досягнення

### В Україні
- Чемпіон України в особистому заліку — 2007

- Чемпіон України серед юніорів — 2007

- Чемпіон України серед пар — 2010 (в парі з О.Бородаєм)

- Володар Кубка "Шахтаря" — 2004

- Бронзовий призер особистого чемпіонату України — 2008

- Бронзовий призер чемпіонату України серед пар — 2013 (в парі з В.Лисаком)